# تومانگ
تومانگ (به صربی: Tomanj) یک منطقهٔ مسکونی در صربستان است که در کروپانگ واقع شده‌است.